# Dragon Ball Z: Broly – The Legendary Super Saiyan
Dragon Ball Z: Broly – The Legendary Super Saiyan, ook bekend als Dragon Ball Z: The Burning Battles (ドラゴンボールZ 燃えつきろ!!熱戦・烈戦・超激戦, Doragon Bōru Zeddo Moetsukiro!! Nessen Ressen Chō-Gekisen) is de achtste Dragon Ball Z-film. De film is uitgebracht in Japan op 6 maart 1993.
De antagonist van de film, Broly, is gemaakt door Takao Koyama en is ontworpen door de maker van de serie Akira Toriyama. Deze film is de eerste van drie films waarin het personage voorkomt, gevolgd door Broly – Second Coming en Bio-Broly in 1994. 
In 2018 werd een reboot-film uitgebracht met de titel Dragon Ball Super: Broly, die diende als een hervertelling van Broly's oorsprong en karakter, en is een vervolg van de televisieserie Dragon Ball Super.

## Plot
Een man genaamd Paragus landt op aarde en bezoekt Vegeta om hem te vragen om de koning van de nieuwe "planeet Vegeta" te worden. Ondertussen jaagt Goku op een superkrachtige wezen die planeten in de Zuidelijke Melkweg heeft weggevaagd. Wanneer Goku Broly ontmoet, de zoon van Paragus, voelt hij een grote spirituele kracht en leidt hieruit af dat hij degene is die de planeten van de Zuidelijke Melkweg heeft vernietigd. 
Paragus lokt Vegeta en zijn vrienden naar een verwoeste planeet, die op het punt staat getroffen te worden door een komeet. Hij wil wraak voor de poging tot moord op zijn zoon door koning Vegeta (vader van Vegeta) en om de aarde te kunnen veroveren zonder enig obstakel tegen te komen. Het gevecht tussen Broly en de Saiyans begint dan met Broly's legendarische Super Saiyan-transformatie, die door iedereen wordt gevreesd. Goku en zijn kameraden hebben moeite om van hen af te komen en Broly ontdoet zich van zijn vader die wilde ontsnappen. Uiteindelijk slaagt Goku erin hem te verslaan dankzij de krachten die zijn metgezellen hem hebben overgedragen, en vervolgens wordt iedereen door een ruimtecapsule gered van de vernietiging van de planeet.

## Rolverdeling
| Acteur               | Personage       | Engels            |
| -------------------- | --------------- | ----------------- |
| Son Goku             | Masako Nozawa   | Sean Schemmel     |
| Son Gohan            | Masako Nozawa   | Stephanie Nadolny |
| Piccolo              | Toshio Furukawa | Christopher Sabat |
| Krilin               | Mayumi Tanaka   | Sonny Strait      |
| Future Trunks        | Takeshi Kusao   | Eric Vale         |
| Vegeta               | Ryō Horikawa    | Christopher Sabat |
| Bulma                | Hiromi Tsuru    | Tiffany Vollmer   |
| Baby Trunks          | Hiromi Tsuru    | Stephanie Nadolny |
| Broly                | Bin Shimada     | Vic Mignogna      |
| Paragus              | Iemasa Kayumi   | Dameon Clarke     |
| Muten Roshi          | Kōhei Miyauchi  | Mike McFarland    |
| Chichi               | Naoko Watanabe  | Cynthia Cranz     |
| Oolon                | Naoki Tatsuta   | Brad Jackson      |
| Dr. Brief            | Jōji Yanami     | Chris Forbis      |
| Koning Kaio/King Kai | Joji Yanami     | Sean Schemmel     |